# Maussane-les-Alpilles
Maussane-les-Alpilles é uma comuna francesa na região administrativa da Provença-Alpes-Costa Azul, no departamento de Bouches-du-Rhône. Estende-se por uma área de 31,59 km². Em 2010 a comuna tinha 2 375 habitantes (densidade: 75,2 hab./km²).